# Легоцкий, Тиводар
Тиводар Легоцкий (венг. Lehoczky Tivadar); род. 5 октября 1830, с. Фунжине возле г.Риека (теперь Хорватия) — ум.5 ноября 1915, Мукачево) — историк, этнограф, основоположник археологии и музейного дела в Закарпатье (теперь Украина), краевед, юрист.

## Биография
Родился в семье лесника — переселенца из Словакии. Начальное образование получил в г. Рожогедь (ныне г. Ружомберок в Словакии). После этого начал посещать философские курсы в городе Рожнява. С 1847 по 1851 год учился на юридическом отделении Кошицкой академии. По окончании академии работал служащим в суде.
В 1855 году переехал в город Мукачево. В 1865 году занял должность главного прокурора Мукачевско-Чинадиевской доминии графов Шёнборнов, работал на этой должности до выхода на пенсию в 1896 году.
Практическую деятельность тесно соединял с исследовательской работой. Стоял у истоков археологической науки в Венгрии.
Легоцкий являлся членом многих научных обществ и учреждений, в том числе Венгерского общества естествоиспытателей, Этнографичнского общества Венгрии, ряда археологических комиссий.
Много путешествовал по Закарпатью, собрал богатый исторический, археологический и этнографический материал — огромную коллекцию из семи тысяч предметов. Эта коллекция была в своё время самой большой частной коллекцией во всей Австро-Венгрии.
В 1907 году организовал в Мукачево музейное общество, создал (в собственном доме) первый в Закарпатье музей истории и быта края.
Европейское признание Тиводару Легоцкому принесли его археологические исследования исторического комитата в северо-западной части Венгерского королевства — комитата Берег, опубликованные в «Монографии Берегского комитата» (в 3-х т., 1881—1882, название рукописи возникло уже после смерти автора, в наше время это работа носит название «Історичні колоски»).
На основе археологических находок доказал, что славяне расселились в Тисо-Дунайской низменности ещё до прихода сюда венгров. Исследовал проблемы социально-экономического развития Закарпатья, духовной культуры закарпатцев и их участия в антигабсбургской войнах XVIII века и Революции 1848—1849 годов.
Выступал и как фольклорист, знаток обычаев и обрядов многочисленных народов Закарпатья.
Научное наследие ученого-исследователя составляет 11 монографий, около 300 статей, которые охватывают целый комплекс вопросов по истории Закарпатья от древнейших времен до начала XX столетия.